# Психологічна допомога
Психологічна допомога — область практичного застосування психології, орієнтована на підвищення соціально-психологічної компетентності людей і надання психологічної допомоги як окремій людині, так і групі чи організації. Це безпосередня робота з людьми, спрямована на вирішення різного роду психологічних проблем, пов'язаних з труднощами в міжособистісних стосунках, а також глибинних особистісних проблем.

## Види психологічної допомоги
- Психологічне консультування (психологічна допомога людям, що знаходяться в межах психологічної норми в адаптації, розвитку і розширенні особистісного потенціалу).

- Психотерапія (спрямована на вирішення глибинних особистісних проблем і глибинну трансформацію особистості), буває клінічна і неклінічна.

- Психіатрія (медичний вид допомоги, використання медикаментів, або гуманістична психіатрія, яка розглядає людину не як хворого, а як людину з іншим світоглядом, використовує медикаменти обмежено, отже, йде по психотерапевтичному шляху).

- Психокорекція (відновлення норми, як з точки зору емоційного стану, так і з точки зору особистісних рис).

Також види психологічної допомоги можна розділити на: психологічне консультування; психологічна корекція; кризове втручання; психологічна реабілітація; психологічний тренінг; психотерапія.

## Специфіка об'єкта психологічної допомоги
Добровільна згода, унікальність, мінливість. Вимоги до психолога, який надає психологічну допомогу — емпатійність, конгруентність, комунікативність.

## Принципи психологічної допомоги (етичні)
Як і в багатьох професіях, у діяльності психолога, при наданні їм психологічної допомоги, існують деякі принципи і вимоги, реалізація яких є обов'язковою. Існування різних етичних кодексів діяльності психолога-професіонала в різних країнах і психологічних спільнотах пов'язано з тим, що не існує однозначних і простих відповідей на етичні та моральні проблеми, що до психологічної практики. Ці принципи необхідні для того, щоб надання психологічної допомоги було не просто більш ефективним і осмисленим заняттям, але також — соціально прийнятним. У безлічі робіт на цю тематику обговорюються різні складні ситуації, зокрема — як слід вести себе консультанту, якщо в ході прийому він дізнається, що його клієнт планує або вчинив асоціальний вчинок, якщо він бачить сліди побоїв або іншого насильства на тілі у дитини та багато інших. У деяких країнах, наприклад, в США, недотримання професійних принципів і вимог, може вести до позбавлення психолога диплома, прав на практику і пропозиція своїх професійних послуг тощо.
Серед найбільш важливих етичних принципів психологічної допомоги (за Ю. Альошиною), виділяють наступні:
Доброзичливе і безоціночне ставлення до клієнта, мається на увазі «цілий комплекс професійної поведінки, спрямованого на те, щоб клієнт відчував себе спокійно і комфортно». Консультанту необхідно вміти уважно слухати клієнта (наприклад, використовуючи техніку активного слухання), намагаючись зрозуміти його, не засуджуючи при цьому, а також надавати психологічну підтримку і допомогу.
Орієнтація психолога на норми і цінності клієнта, а не на соціально прийняті норми і правила, яка може дозволити клієнту бути щирим і відкритим. Відносини прийняття цінностей клієнта і їх повагу є не тільки можливістю висловити підтримку клієнту, але також дозволяють вплинути в майбутньому на ці цінності, якщо вони стануть розглядатися в процесі консультування як перешкоду для нормальної життєдіяльності людини.
Заборона давати поради. Психолог, навіть незважаючи на свій професійний і життєвий досвід і знання, не може дати гарантованої ради клієнтові, зокрема й тому, що життя клієнта і контекст її протікання унікальні і непередбачувані, і клієнт є основним експертом у своєму власному житті, в той час як психолог- зазвичай виступає як експерт в інших областях, зокрема в способах вибудовування відносин з клієнтом, а також в теорії психологічної допомоги. Крім того дати пораду — значить прийняти відповідальність за життя клієнта у випадку, якщо він ним скористається, що не сприяє розвитку його особистості. Крім того, даючи пораду, професійна позиція психолога може змінюватися, а приймаючи рада, у клієнта може змінитися його позиція, в бік більшої пасивності і поверхового ставлення до подій. Нерідко при цьому, будь-які невдачі в реалізації ради клієнтом, можуть приписуватися психологу, як дала рада авторитету, що заважає розумінню клієнтом своєї активної і відповідальної ролі в відбуваються з ним події.
Анонімність, що означає що ніяка інформація, повідомлену клієнтом психологу не може бути передана без його згоди ні в які організації та іншим особам, у тому числі родичам або друзям. Разом з тим, існують винятки (про які психолог повинен заздалегідь попереджати клієнта), спеціально відмічені в законодавстві країни, відповідно до законів якої здійснюється професійна діяльність психолога.
Розмежування особистих і професійних відносин — це принцип-вимога до консультанта, пов'язаний з рядом психологічних феноменів, що впливає на процес психологічної допомоги. Наприклад, відомо, що на професійні відносини можуть мати сильний вплив відносини особисті, зокрема особисті потреби та бажання психолога впливають як на процес психологічної допомоги, так і на самого клієнта, а отже, можуть перешкоджати ефективному здійсненню психологічної допомоги. Існують різні дослідження цих . Наприкінці XX століття відбувалися дискусії з цієї проблеми, аналізувалися різні наслідки вступу психолога і клієнта в особисті, в тому числі в сексуальні відносини, але основним висновком з цих дискусій стало положення про те, що при здійсненні психологом професійної діяльності особистих відносин по можливості краще уникати . Якщо ж такі або подібні до них відносини з'являються, то необхідно намагатися діяти в інтересах клієнта і якнайскоріше перервати процес психологічної допомоги.